# Катастрофа DC-8 в Негомбо
Катастрофа DC-8 в Негомбо — крупная авиационная катастрофа, произошедшая 15 ноября 1978 года. Авиалайнер DC-8-63CF авиакомпании Loftleiðir, зафрахтованный Garuda Indonesia, выполнял чартерный рейс LL001 по маршруту Джидда — Коломбо — Сурабая, но при заходе на посадку в аэропорту Коломбо врезался в каучуковые и кокосовые плантации, после чего взорвался. Из находившихся на его борту 262 человек (249 пассажиров и 13 членов экипажа) погибли 183, выжили 79 (из них 32 пострадали).
На 2024 год остаётся второй крупнейшей катастрофой в истории Шри-Ланки (после катастрофы DC-8 в Маскелии) и крупнейшей в истории исландской авиации.

## Катастрофа
Самолёт был зафрахтован индонезийской авиакомпанией Garuda Indonesia и 15 ноября выполнял чартерный рейс LL001 из Джидды в Сурабаю. Экипаж состоял из 13 человек, все по национальности исландцы. В салоне разместились 249 пассажиров — жители Индонезии, которые ранее совершили хадж в Мекку и теперь возвращались домой. В 12:58 UTC авиалайнер вылетел из аэропорта Джидды (Саудовская Аравия) и после набора высоты занял эшелон 330 (10 километров), после чего взял направление к Сурабае (Индонезия). В пути рейсу 001 предстояла промежуточная посадка в Коломбо (Шри-Ланка) для дозаправки и смены экипажа. В 22:53:24 по местному времени диспетчер контроля в центре Ратмалана передал экипажу, что посадка будет осуществляться на полосу 04 в аэропорту Катунаяке (расположен в пригороде Негомбо). В ответ экипаж запросил посадку на полосу 22, на что диспетчер согласился и дал инструкции захода на посадку на полосу 22 по курсо-глиссадной системе. Затем самолёт начал снижение и примерно в 90 милях (167 километрах) от аэропорта занял эшелон 220 (6,7 километров).
В 23:06:32 экипаж перешёл на связь с диспетчером радиолокационного контроля аэропорта Катунаяке, который разрешил снижаться до высоты 2000 футов (610 метров) и далее по его инструкциям выполнять заход на посадку на ВПП 22. Диспетчер также передал экипажу, чтобы те сообщили, когда выйдут на радиомаяк, на что с самолёта доложили о получении информации, но не подтвердили её. Диспетчер радиолокационного контроля периодически передавал самолёту данные о расстоянии и высоте. Последнее радиосообщение от него было дано в 23:27:26: Лима Лима 001, немного левее от осевой линии ВПП, совсем немного левее от центральной линии, две мили до полосы, высота 650 футов [198 метров], полоса свободна, посадка разрешена (англ. Lima, Lima 001, slightly to the left of centre line, very slightly to the left of centre line, two miles from touch-down, height 650 feet, cleared to land-off this approach.). В ответ экипаж в 23:27:37 доложил: Понял (англ. Roger).
Но тут диспетчер подхода увидел рейс 001, который шёл на опасно малой высоте. Тогда он дважды сообщил в радиоэфир: Лима Лима 001, вы очень низко (англ. Lima, Lima 001, you are undershooting). Однако экипаж не мог его услышать, так как работал с радарным диспетчером на частоте 119,1 МГц, тогда как диспетчер подхода говорил на частоте 119,7 МГц. На глазах диспетчера подхода DC-8 скрылся из виду, после чего в этом районе появился словно огненный шар. В 23:28:03 в 1,1589 мили (2146 метров) от торца полосы 22 и 103,15 футах (31,4 метра) правее продолжения её осевой линии DC-8 врезался в каучуковые и кокосовые плантации и взорвался.
Оказавшись первым свидетелем катастрофы, диспетчер подхода тут же информировал о происшествии своих коллег. В течение получаса к месту катастрофы прибыли 5 пожарных автомашин. В целом спасательная операция прошла на удовлетворительном уровне, хотя действия спасателей серьёзно ограничивало большое число кокосовых пальм, которые препятствовали подходу к месту катастрофы крупных единиц техники. К месту катастрофы приехал и исполняющий обязанности начальника Гражданской авиации страны, который принимал активное участие в спасательных работах. Он же успел сразу на месте задокументировать показания приборов и сделать необходимые фотографии.
Всего в катастрофе погибли 183 человека: 8 членов экипажа и 175 пассажиров. Ещё 32 человека (4 члена экипажа и 28 пассажиров) получили несмертельные ранения, остальные 47 (1 член экипажа и 46 пассажиров) не пострадали. На момент событий катастрофа рейса 001 была 2-й крупнейшей авиакатастрофой на Шри-Ланке и остаётся ей до сих пор (на 2022 год). Также на тот момент это была 6-я крупнейшая авиакатастрофа в мире. Крупнейшая катастрофа в истории авиации Исландии.

## Причины
В состав комиссии по рассмотрению причин катастрофы входили представители Шри-Ланки, Исландии, США и Индонезии. По её результатам были сделаны выводы, что никаких отказов в работе приборов самолёта до столкновения не замечено, а экипаж имел необходимую подготовку. Причиной катастрофы по мнению большинства стала ошибка экипажа, который, имея все необходимые приборы, допустил скорость снижения выше нормальной, не заметил снижение ниже безопасной высоты и своевременно не использовал возможность ухода на второй круг. Также катастрофе мог способствовать и вероятный внезапный сдвиг ветра, вызвавший значительное снижение самолёта. Исландская сторона однако обжаловала версию об ошибке экипажа, заявив, что причиной катастрофы стало недостаточное техническое оснащение аэропорта, из-за чего глиссада имела изгиб вниз, а также нарушения в работе диспетчера радиолокационного контроля, который передавал экипажу неверные значения высоты.